# Lliga guyanesa de futbol
La lliga guyanesa de futbol, la màxima categoria de la qual s'anomena Guyana National Football League, és la màxima competició de Guyana de futbol.

## Història
La competició es creà el 1990 amb el nom de NBIC Championship. Aquesta competició no es disputà entre 1992 i 1997. En aquest període es disputà la Carib League, una competició que disputaven els diferents equips dels campionats regionals i que és considerat com a campionat nacional. El NBIC Championship es va reprendre el 1998 i el 2000 s'anomenà National Football League.
La lliga no es disputa des del 2001. Des d'aquest any només es disputen campionats regionals (Bartica SL, Berbice FL, East Bank FUSSFL, East Coast Demerara, Banks DIH Milk Stout League, Georgetown FL, Upper Demerar SL).

## Historial
Font:
Champions of Champions
- 1990:  Santos FC (1)
- 1991:  Santos FC (2)
- 1992:  Topp XX FC (1)
- 1993: no es disputà

Lliga del Carib
- 1994:  Western Tigers FC (1)
- 1995:  Milerock (1)
- 1996:  Omai Gold Seekers (1)
- 1997:  Topp XX FC (2)

Campionat NBIC
- 1998:  Santos FC (3)
- 1999-00: aparentment no disputat

National Football League
- 2000-01:  Fruta Conquerors FC (1)
- 2001-09: no es disputà
- 2009-10:  Alpha United FC (1)
- 2010:  Alpha United FC (2)
- 2012:  Alpha United FC (3)
- 2012-13:  Alpha United FC (4)

Premier League
- 2013-14:  Alpha United FC (5)
- 2014-15: no es disputà

Elite League
- 2015-16:  Slingerz FC (1)
- 2016-17:  Guyana Defence Force FC (1)
- 2017-18:  Fruta Conquerors FC (2)
- 2019:  Fruta Conquerors FC (3)
- 2020: cancel·lat pel COVID-19
- 2021: cancel·lat pel COVID-19
- 2022: no es disputà
- 2023:  Guyana Defence Force FC (2)
- 2024:  Guyana Defence Force FC (3)